# Absoluter Umgebungsretrakt
Der Terminus Absoluter Umgebungsretrakt (engl. absolute neighborhood retract, kurz ANR) ist ein Begriff der Topologie, einem der Teilgebiete der Mathematik, welcher dort insgesamt und insbesondere in der Homotopietheorie von Bedeutung ist.

## Definition
Ein topologischer Raum {\displaystyle X} ist ein absoluter Umgebungsretrakt, wenn folgendes gilt:
Es gibt zu jedem normalen abgeschlossenen Unterraum {\displaystyle Y\subseteq X} eine offene Umgebung {\displaystyle U\supseteq Y\;(U\subseteq X)} und eine stetige Abbildung {\displaystyle r\colon U\to Y} so, dass {\displaystyle r(y)=y} für alle {\displaystyle y\in Y} gilt; also so, dass die Einschränkung {\displaystyle r|_{Y}} auf {\displaystyle Y} die Identität ist.
Die Definition lässt sich auch so fassen:
Ein topologischer Raum {\displaystyle X} ist ein absoluter Umgebungsretrakt genau dann, wenn gilt:
Ist {\displaystyle Z} ein normaler Raum, {\displaystyle Y\subseteq Z} ein darin gelegener abgeschlossener Unterraum und {\displaystyle g\colon Y\rightarrow X} eine stetige Abbildung, so existiert, wie auch immer {\displaystyle Z,Y,g} beschaffen sind, zu {\displaystyle g} stets eine stetige Fortsetzung {\displaystyle g^{+}\colon V\rightarrow X} auf eine Umgebung {\displaystyle V\supseteq Y\;(V\subseteq Z)}.
Die Begriffsbildung des absoluten Umgebungsretrakts geht auf den polnischen Mathematiker Karol Borsuk zurück. Sie wird jedoch in der zeitgenössischen Mathematik verallgemeinert, nämlich in der soeben beschriebenen Weise, aufgefasst.

## Beispiele
- Jeder {\displaystyle \mathbb {R} ^{n}\;(n\in \mathbb {N} )} ist ein ANR.[2]
- Die offenen Teilmengen eines ANR und alle in ihm liegenden Retrakte sind ANRs.[2]
- Jede separable Mannigfaltigkeit ist ein ANR.[4]
- Jedes lokal endliche Polyeder ist ein ANR.[5]
- Satz von Hanner: Wenn ein topologischer Raum von endlichen vielen offenen Teilmengen überdeckt wird, die alle ANRs sind, dann ist er ein ANR.[2]

## Eigenschaften
- ANRs sind lokal zusammenziehbar.
- Ein Raum ist genau dann ein ANR, wenn er ein Retrakt einer offenen Teilmenge eines konvexen Unterraums eines normierten Raums ist.
- Jeder ANR ist homotopieäquivalent zu einem abzählbaren CW-Komplex.[6]